# 周穆王
周穆王（约前990年—约前922年），又作周繆王，姬姓，名滿，周昭王之子，西周第五代天子。在位時間約為55年（夏商周斷代工程定為前976年－前922年，一說前1001年－前947年）。2019年，張鵬程的研究认为周穆王前957年－前918年在位，共四十年。

## 簡介
據汲縣戰國墓所出土的《穆天子傳》記載，周穆王喜好遊歷，曾於穆王十三年至十七年駕八駿之乘驅馳九萬里，西行至「飛鳥之所解羽」的崑崙之丘，觀黃帝之宮。又設宴於瑤池，與西王母做歌相和。又說他寵幸美人盛姬，為盛姬築台。
春秋时代的前538年，楚国的大夫椒举向追求霸业的楚灵王提到历史上夏王啟、商湯、周武王、周成王、周康王、周穆王、齐桓公和晋文公这「六王二公」之功业。他提到周穆王有「涂山之会」的功业，杨伯峻指出涂山在今安徽省怀远县东南八里，淮河东岸。
周穆王時期，國力強盛，周王朝在西部的影響已擴展到很遠的地區。穆王又致力於向東南方發展，透過巡遊與征戰，使許多方國、部落歸順於周的統治，一度與楚國合作打敗稱霸東南的徐偃王，對周的鞏固和發展具有正面影響，但同時也致朝政鬆弛。
關於穆王的神話傳說，尚見於其他子部书之中。《列子》周穆王篇記載：「穆王不恤國是，不樂臣妾，肆意遠遊，命駕八駿之乘……遂賓於西王母，觴於瑤池之上，西王母為天子瑤，王和之，其辭哀焉。」《太平御覽》卷七四引《抱朴子》：「周穆王南征，一軍盡化。君子為猿為鶴，小人為蟲為沙。」韩愈《送区弘南归诗》：「穆昔南征军不归，虫沙猿鹤伏似飞。」
《史记》中记载周穆王50岁继位，在位55年，寿命高达105岁，但是此记载备受质疑：其實周穆王應該是十五歲即位，因爲不能比父親（周昭王）年長。《竹书纪年》记载自周受命至周穆王登基歷經100年，而不是周穆王百岁高寿。而周穆王时期的青铜器也没有发现过40年以上的纪年。